# Biblioteca Pública de Oregón
La Biblioteca Pública de Oregón se encuentra en Oregón, una ciudad del norte del estado de Illinois (Estados Unidos). Antes de ese año funcionó en diferentes edificios, ninguno de los cuales estaba diseñado para albergar una biblioteca. Se construyó con una subvención del magnate Andrew Carnegie. Se completó en 1908, pero solo comenzó a funcionar en 1909.
Fue diseñada por Pond and Pond, un estudio de arquitectura de Chicago vinculado al Eagle's Nest Art Colony, fundada por Lorado Taft. Tiene elementos del estilo neoclásico y del movimiento Arts and Crafts. La biblioteca completa incluyó una galería de arte en el segundo piso a la que los miembros de Eagle's Nest donaron obras. La colección de la galería incluye 64 pinturas y esculturas, así como litografías de Currier & Ives valorada en 700 000 dólares. Fue incluida en el Registro Nacional de Lugares Históricos en 2003 y tres años más tarde se incluyó como propiedad contribuidora en un distrito histórico que también recibió la designación del Registro Nacional.

## Historia
La primera biblioteca de Oregón se organizó en 1872. En ese entonces los libros se almacenaban en una farmacia y luego en la oficina del Tesorero del Condado. Finalmente, ocupó un espacio de oficinas alquilado en el edificio del First National Bank. Esta situación persistió hasta 1905 cuando los votantes de Oregón expresaron su opinión colectiva sobre el futuro de la biblioteca.
Los ciudadanos de Oregón se enfrentaron a una disyuntiva en 1905: que la suya fuera una biblioteca de la ciudad, o bien que fuera una de tipo municipal. La segunda alternativa les daría una ventaja, pues la biblioteca calificaría para una subvención de Andrew Carnegie. Inicialmente, Carnegie prometió 7000 dólares, pero cuando se aprobó el cambio mediante un referéndum, el monto se incrementó a 10 000 dólares. Carnegie también requería que se seleccionara un sitio antes del proceso de solicitud de subvención, y se escogió la esquina de las calles Jefferson y Tercera.

## Galería de arte

### Influencia del Eagle's Nest

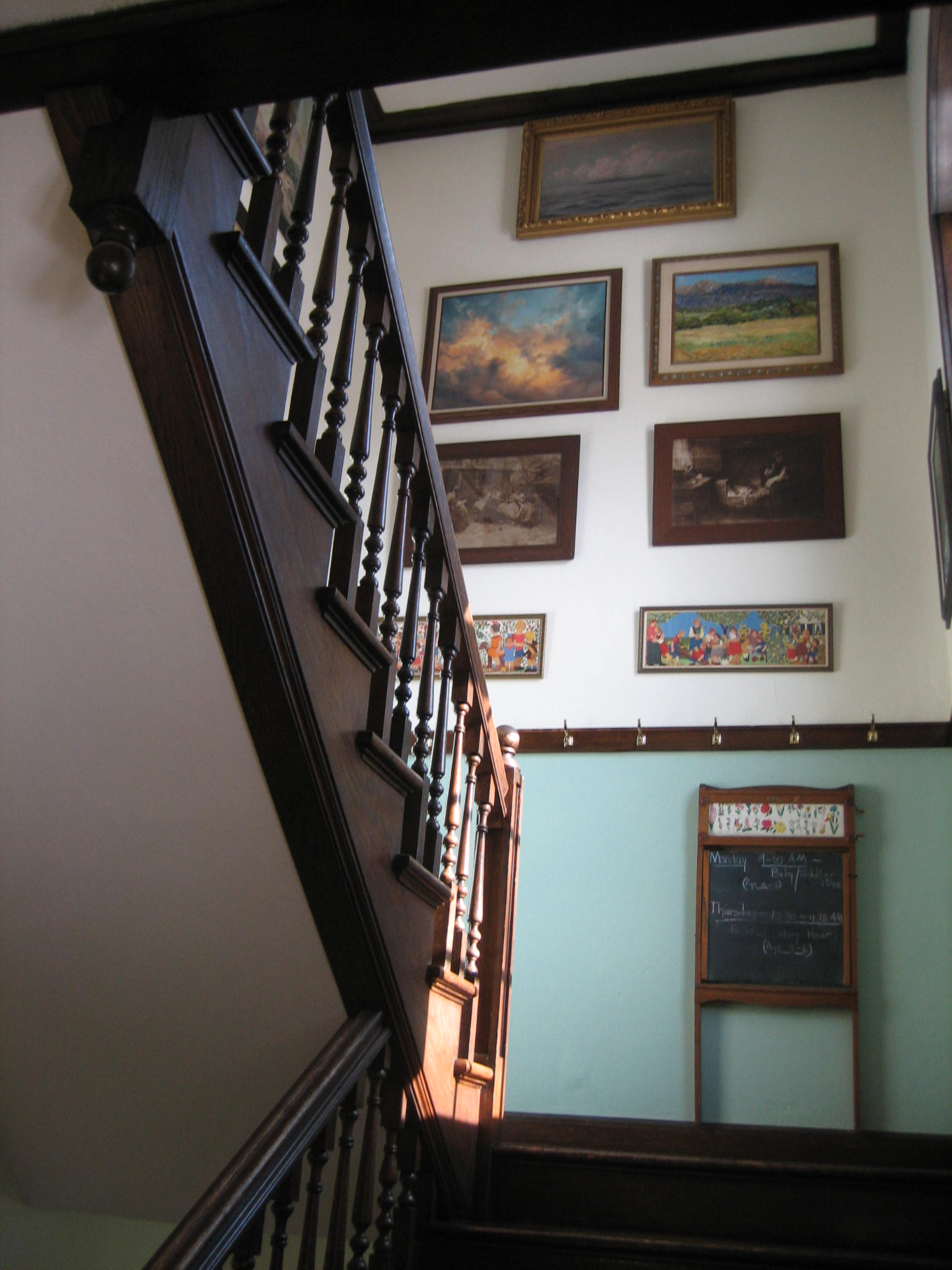
La galería de arte en el segundo piso de la biblioteca fue construida con la influencia del escultor Lorado Taft.

Incluso antes de que se construyera la biblioteca, los miembros de Eagle's Nest Art Colony querían que incluyera una galería de arte en el segundo piso. La colonia, fundada en 1898 por el escultor Lorado Taft, se basó en los acantilados que flanqueaban la orilla este del río Rock, con vistas a Oregón. Más tarde, Carnegie estableció requisitos estrictos, incluidos requisitos que desalentaban los usos múltiples.También exigió que su organización aprobara los planos antes de la concesión o la construcción. Sin embargo, la biblioteca se construyó antes de esas disposiciones, por lo que pudo a la postre sí pudo tener la galería de arte.
El Eagle's Nest lo conformaban por artistas de Chicago, todos miembros del Instituto de Arte de esa ciudad o del departamento de arte de la Universidad de Chicago, que se reunieron en el condado de Ogle para escapar del calor del verano de Chicago. Dos de los miembros fundadores de la colonia de arte fueron los arquitectos de Chicago, Allen e Irving Kane Pond, quienes diseñaron el edificio de la Biblioteca Pública de Oregón.
El edificio fue construido después de la aprobación de la subvención Carnegie, y Leon A. Malkielski, un miembro de la colonia, lo usó por primera vez en octubre de 1908 para una exposición de 100 pinturas. La biblioteca propiamente dicha no comenzó a prestar sus servicios sino hasta 1909. La colonia trató de contribuir a la cultura del área al exigir a sus miembros que realizaran exposiciones de arte, conferencias y otras exposiciones. Con la biblioteca completa comenzó a jugar un papel en esas exposiciones. Hamlin Garland, ganador del Premio Pulitzer de literatura en 1921, habló en la biblioteca de Oregón mientras era miembro de Eagle's Nest Colony.

### Colecciones
La galería en el segundo piso se inauguró 4 de julio de 1918. Esa fecha marcó el comienzo de la colección permanente de la biblioteca, que comenzó con adiciones de miembros de Eagle's Nest Colonycon 12 estatuas, 20 pinturas al óleo y cuatro retratos a la colección permanente. Una de las estatuas es The Eternal Indian, un estudio de yeso de 1,2 m de Lorado Taft. Se completó en 1908 mientras como trabajo preliminar de la Estatua del Halcón Negro en el sitio original de la colonia Eagle's Nest. La colección permanente completa consta de 32 pinturas y 32 esculturas de artistas de Eagle's Nest. Un ciudadano dejó la biblioteca una colección de litografías de Currier e Ives con 46 litografías de Currier e Ives y 14 de Nathaniel Currier. Las dos colecciones se han tasado en más de 700 000 dólares.
La colección también tiene obras de artistas locales. Un residente de Oregón ha donado con regularidad obras de arte de la exposición anual de arte Grand Detour. Otros residentes de la zona también han donado piezas. En total, la biblioteca tiene unas 30 obras contemporáneas de artistas locales.

## Arquitectura

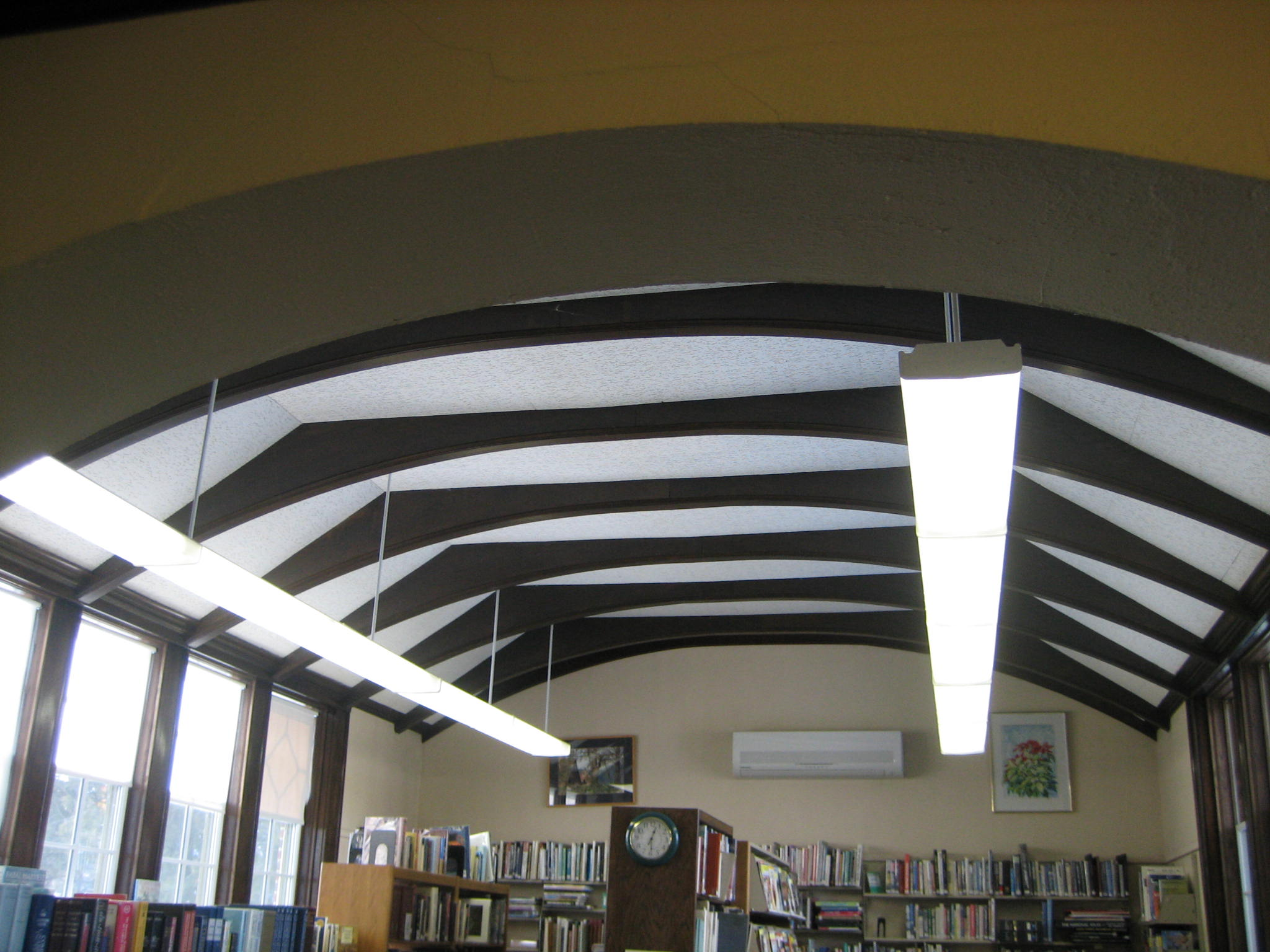
Los techos, con sus vigas a la vista, se asocian comúnmente con Arts and Crafts.

La biblioteca está diseñada teniendo en cuenta los movimientos arquitectónicos de finales del siglo XIX y principios del siglo XX. Si bien contiene muchos elementos neoclásicos, la asimetría del edificio y el estilo alegre y creativo son características distintivas del movimiento Arts and Crafts. Esta influencia se ve de manera más prominente en el interior del edificio.
El edificio fue diseñado por el estudio de arquitectura Pond and Pond de Chicago y está construido con ladrillos de color beige. El marcapiano de ladrillo rojo y los acentos contrastan con el ladrillo de color beige en la mayor parte de la fachada. El edificio de dos pisos tiene un sótano de ladrillos completo y unos 511 m².

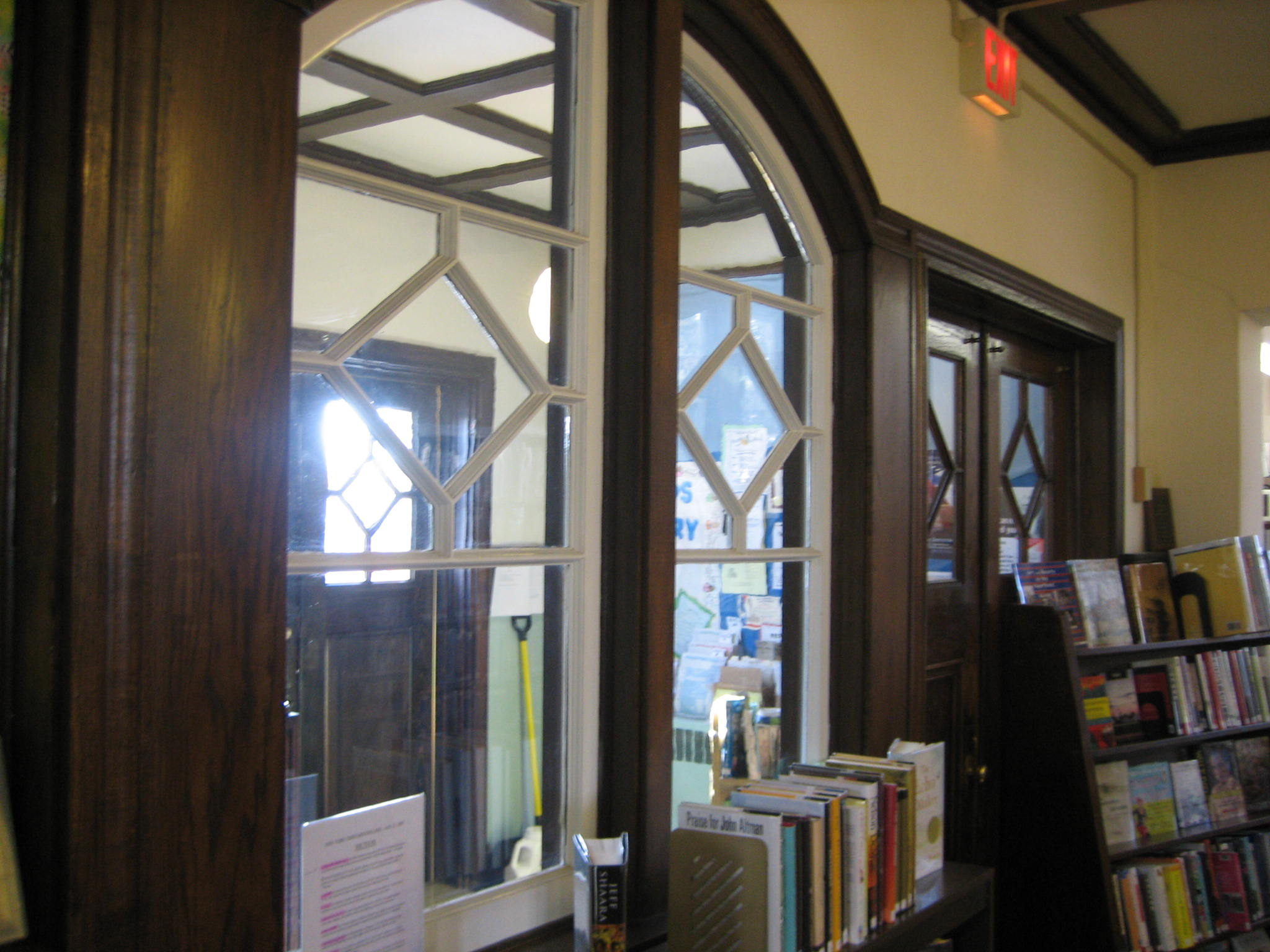
Las puertas dobles interiores de madera de cuatro paneles están diseñadas con un motivo Arts and Crafts.

Aunque Arts and Crafts se considera específicamente como un movimiento dentro de la arquitectura, a diferencia de un estilo en toda regla, hay elementos que se consideran típicos de los edificios diseñados en el estilo. El edificio tiene elementos funcionales asociados con ese movimiento. Los ejemplos incluyen boiserie oscura y pesada, ornamentación muy simple. Los techos son artesonados y tienen vigas de madera a la vista. También se encuentra en el interior un gran reloj de piso de madera de 1909, un gabinete de almacenamiento incorporado y dos cajas de fusibles de madera que evocan el movimiento Arts and Crafts.
Los elementos neoclásicos se concentran alrededor de la entrada principal. Debajo de la campana de la entrada principal hay dos pilastras de piedra y un dintel de piedra, así como un relieve que adorna el frontón; que conducen a la entrada principal hay siete escaleras de hormigón. La fachada tiene hastial y un tejado a dos aguas y en el ala este de la biblioteca hay contrafuertes modificados con remates de piedra. Cada uno de estos elementos demuestra el estilo neoclásico.

## Significado
Se agregó al Registro Nacional de Lugares Históricos el 9 de mayo de 2003 por su importancia arquitectónica y educativa. El edificio es un buen ejemplo del movimiento Arts and Crafts en arquitectura. Como biblioteca Carnegie, la Biblioteca Pública de Oregón cumplió con los requisitos establecidos para la inclusión en el Registro Nacional en la Presentación de Propiedades Múltiples de las Bibliotecas Carnegie de Illinois. Cuando el Distrito Histórico Comercial de Oregón se incluyó en el Registro Nacional de Lugares Históricos en 2006, la Biblioteca de Oregón figuró como propiedad contribuidora. El edificio se considera el más "sobresaliente" de los edificios Craftsman o Arts and Crafts dentro de los límites del distrito histórico.